# Peter Jilemnický
Peter Jilemnický (pseudonime: Al Arm, Peter Malý, Peter Hron, n. 18 martie 1901 - d. 19 mai 1949) a fost un scriitor, jurnalist și profesor slovac.
Romanele sale se înscriu pe linia realismului socialist, fiind dedicate în special problemelor sociale din acea epocă.

## Scrieri
- 1932: Pământ nearat ("Pole neorané")
- 1934: O bucată de zahăr ("Kus cukru"), cele două romane ilustrează conflicte sociale legate de transformările aduse de socialism în zona rurală
- 1947: Cronică ("Kronik"), frescă a insurecției slovace din 1944.

1. ↑  REGO, accesat în 1 aprilie 2024
2. ↑  Čestný titul národní umělec (PDF) (în cehă), 17 ianuarie 2015, accesat în 3 noiembrie 2022